# Кинонаграда MTV Russia за лучший поцелуй
Кинонаграда MTV Russia за лучший поцелуй вручалась ежегодно каналом MTV Россия с 2006 по 2009 года.

## Список лауреатов и номинантов
★ Победители выделены цветом. 
| Год  | Церемония | Фотографии лауреатов                        | Актёры / Актрисы                    | Фильм                                    | Роли                         |
| ---- | --------- | ------------------------------------------- | ----------------------------------- | ---------------------------------------- | ---------------------------- |
| 2006 | 1-я       |                                             | ★ Мария Порошина и Галина Тюнина    | «Дневной Дозор»                          | Светлана и Ольга             |
| 2006 | 1-я       | • Ксения Князева и Евгений Стычкин          | «От 180 и выше»                     | Настя и Костик                           |                              |
| 2006 | 1-я       | • Денис Никифоров и Елена Панова            | «Бой с тенью»                       | Артём Колчин и Вика Ермакова             |                              |
| 2006 | 1-я       | • Оксана Фандера и Константин Хабенский     | «Статский советник»                 | Ольга Добринская и Григорий Гринберг     |                              |
| 2007 | 2-я       |                                             | ★ Агния Дитковските и Алексей Чадов | «Жара»                                   | Настя и Алексей              |
| 2007 | 2-я       | • Оксана Акиньшина и Александр Бухаров      | «Волкодав из рода Серых Псов»       | Кнесинка Елень и Волкодав                |                              |
| 2007 | 2-я       | • Сергей Безруков и Лань Янь                | «Поцелуй бабочки»                   | Николай Орланов и Ли                     |                              |
| 2007 | 2-я       | • Анна Михалкова и Михаил Пореченков        | «Связь»                             | Нина и Илья                              |                              |
| 2007 | 2-я       | • Артём Ткаченко и Чулпан Хаматова          | «Меченосец»                         | Саша и Катя                              |                              |
| 2008 | 3-я       |                                             | ★ Денис Никифоров и Елена Панова    | «Бой с тенью 2: Реванш»                  | Артём Колчин и Вика Ермакова |
| 2008 | 3-я       | • Алёна Бабенко и Александр Домогаров       | «Инди»                              | Арина и Арсений                          |                              |
| 2008 | 3-я       | • Елизавета Боярская и Константин Хабенский | «Ирония судьбы. Продолжение»        | Надежда Ипполитовна и Константин Лукашин |                              |
| 2008 | 3-я       | • Анастасия Заворотнюк и Оскар Кучера       | «Код Апокалипсиса»                  | Мари (Дарья) и Антон                     |                              |
| 2008 | 3-я       | • Гоша Куценко и Кристина Орбакайте         | «Любовь-морковь»                    | Андрей и Марина Голубевы                 |                              |
| 2009 | 4-я       |                                             | ★ Оксана Акиньшина и Антон Шагин    | «Стиляги»                                | «Польза» и «Мэлс»            |
| 2009 | 4-я       | • Марина Александрова и Алексей Чадов       | «Стритрейсеры»                      | Катя и Степан                            |                              |
| 2009 | 4-я       | • Елизавета Боярская и Константин Хабенский | «Адмиралъ»                          | Анна Тимирёва и Александр Колчак         |                              |
| 2009 | 4-я       | • Екатерина Климова и Данила Козловский     | «Мы из будущего»                    | Нина Полякова и Сергей Филатов           |                              |
| 2009 | 4-я       | • Юлия Снигирь и Василий Степанов           | «Обитаемый остров»                  | Рада Гаал и Максим Каммерер              |                              |